# Dorfkirche Gollwitz (Brandenburg an der Havel)

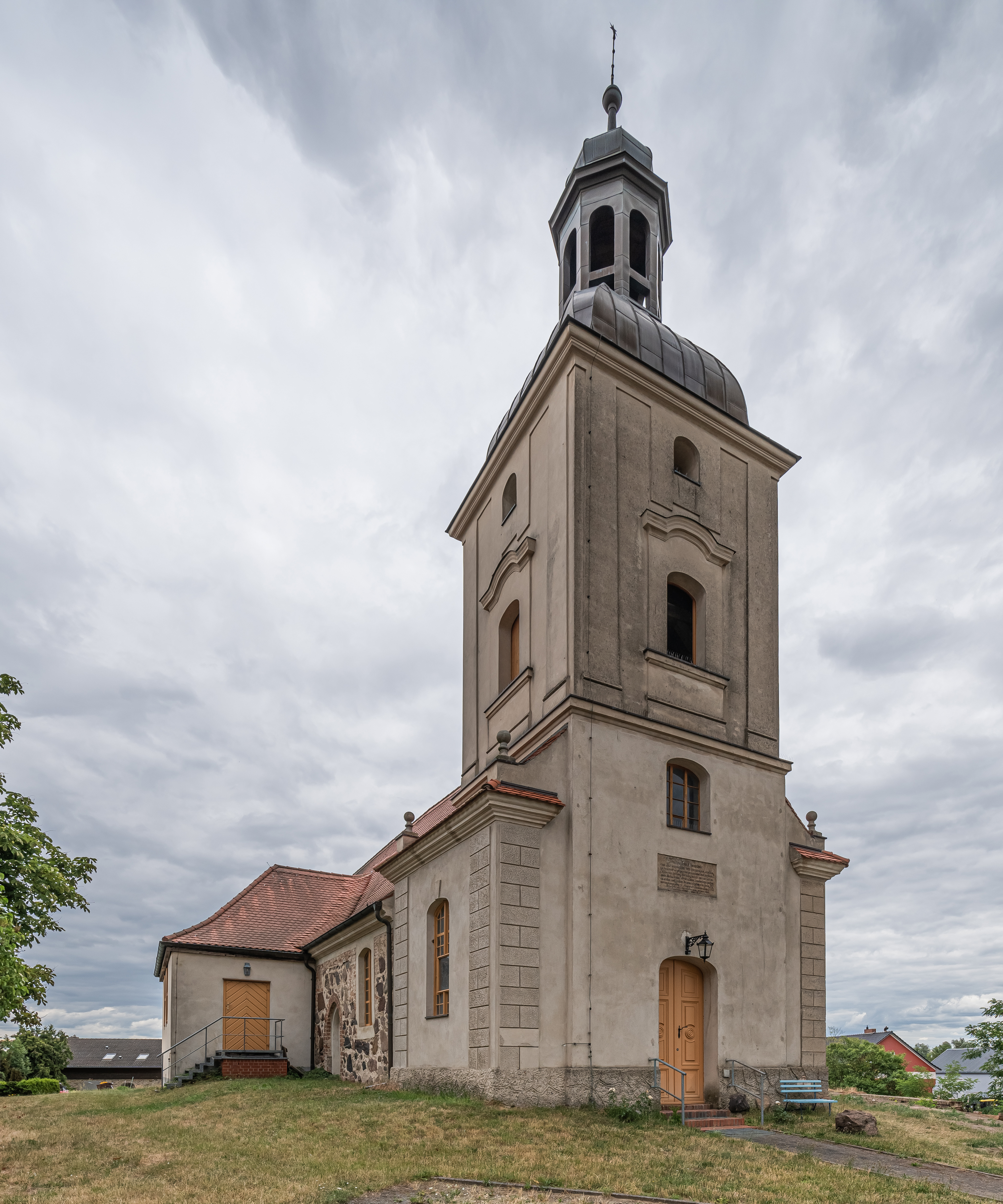
Dorfkirche Gollwitz

Die evangelische Dorfkirche Gollwitz ist eine spätgotische Saalkirche in Gollwitz, einem Ortsteil der Stadt Brandenburg an der Havel im Land Brandenburg. Die Kirchengemeinde gehört zum Kirchenkreis Mittelmark-Brandenburg der Evangelischen Kirche Berlin-Brandenburg-schlesische Oberlausitz.

## Lage
Die Schlossallee sowie die weiter östlich gelegene Küsterstraße führen parallel von Südwesten kommend in nordöstlicher Richtung zum Gutshaus Gollwitz. Östlich des Gutshauses steht die Kirche auf einem erhöhten Grundstück mit einem Kirchfriedhof, der mit einer Mauer aus unbehauenen und nicht lagig geschichteten Feldsteinen eingefriedet ist.

## Geschichte
Das Brandenburgische Landesamt für Denkmalpflege und Archäologische Landesmuseum (BLDAM) zweifelt in seiner Denkmaldatenbank die in Literatur vermutete Entstehung des Bauwerks in 13./14. Jahrhundert an und gibt zu bedenken, dass das Bauwerk auch im 15. Jahrhundert entstanden sein könnte. In dieser Zeit wurde der Ort 1413 durch magdeburgische Truppen zerstört. Allerdings war der Ort bereits 1375 mit einer Pfarrhufe ausgestattet, was auf einen Kirchenbau hindeutet. Die östliche Erweiterung könnte demnach bis spätestens um 1500 entstanden sein. Dies zeigen Vergleiche etwa mit der 1488 entstandenen Dorfkirche Reinickendorf, die einen ähnlichen Bautypus aufweise. Das BLDAM zeigt weiterhin auf, dass auch die im Chorbereich vorhandene Sakramentsnische mit einer spätgotischen Madonnendarstellung diese These untermauere. Gollwitz war zunächst selbstständige Pfarrkirche (um 1450), wurde dann zwischen 1459 und 1527 Filialkirche von Jeserig und kurz vor 1541 als Tochterkirche zur Dorfkirche Wust zugeordnet. Im Jahr 1541 kam zu der Pfarrhufe auch noch Wiesenland hinzu. Das Kirchenpatronat lag bis 1541 alleinig beim Gutsherren und soll danach hälftig beim Gutsherren und dem Rat der Neustadt Brandenburg gelegen haben. Nach einigen Wechseln wurde sie um 1690 zur Tochterkirche der Neustadt Brandenburg und kam 1708 zu Schmerzke.
Friedrich Christoph von Görne ließ das Bauwerk im Jahr 1750 erheblich umgestalten. Er ließ den Westturm aufstocken, vermutlich auch die Fenster „barock“ vergrößern sowie die Decke im Kirchenschiff neu aufbauen. Im Jahr 1823 wurde der östliche Teil des Kircheninnenraums durch eine Wand mit einer integrierten Kanzel vom übrigen Innenraum abgetrennt. Vermutlich wurde zu dieser Zeit auch die zweite Gruft zugeschüttet, die sich unter dem Altar befand. Im Jahr 1854 wurde Gollwitz wieder zur Mutterkirche ernannt. Im Jahr 1934 fanden Instandsetzungsarbeiten statt, die nicht mit der Unteren Denkmalbehörde abgestimmt waren. Dabei wurde der Putz auf der Südseite des Kirchturms nicht sachgerecht erneuert. Der Umfang der weiteren geplanten Sanierungsmaßnahmen ist nicht bekannt. Seit 1948 gehört die Kirchengemeinde zur Kirchengemeinde Brandenburg-Ost. In den Jahren 1966 bis 1968 wurden unter dem Baumeister Franz Schmidt das Mauerwerk instand gesetzt und die Zinkeindeckung des Turms repariert. Gleichzeitig ließ die Kirchengemeinde die Patronatsloge zum Gemeinderaum umbauen. Die Kanzel von 1823 sowie weitere Gegenstände der Kirchenausstattung wurden entfernt. In den Folgejahren wurde das Bauwerk zunehmend immer seltener genutzt.
Im Jahr 1991 begann eine Sanierung, die nach fehlenden finanziellen Mitteln im Jahr 1994 wieder eingestellt wurde. Allerdings war das Dach zu dieser Zeit bereits abgedeckt und blieb einige Jahre offen. Ein Jahr später wurde die Sanierung unter Leitung des Architekten Hubertus Kuhlmey wiederaufgenommen. Das Dach bekam eine neue Eindeckung, ein Schwammbefall wurde saniert sowie der Innenraum renoviert. Dabei kam eine neue Westempore in das Bauwerk, der Nordanbau sowie der Turm wurden saniert. Im Jahr 2020 ist ein Großteil der Kirchenausstattung auf Grund umfangreicher Sanierungsarbeiten im Innenraum ausgelagert. Die Decke im Kirchenschiff wurde mit blauen und gelben „Schinkelsternen“ verziert; die provisorische Kanzel aus den 1960er Jahren demontiert. Bei den Arbeiten wurde ein bauzeitliches Weihekreuz entdeckt. Die Kirchengemeinde vermutet, dass ursprünglich zwölf dieser Kreuze im Bauwerk vorhanden waren. Es soll nicht wieder überstrichen, sondern erhalten bleiben.

## Baubeschreibung

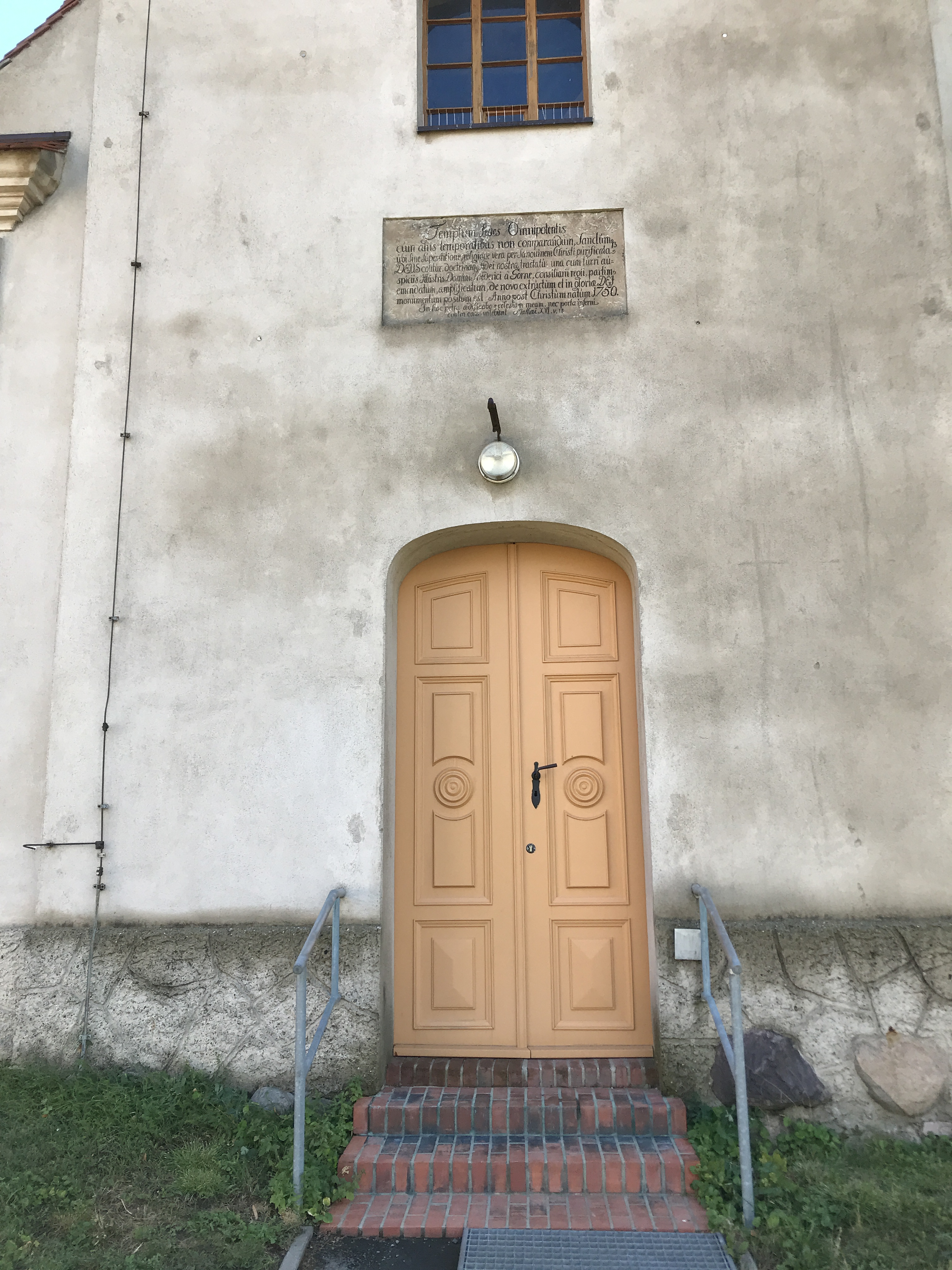
Westportal mit Dedikationsinschrift

Das Bauwerk entstand im Wesentlichen aus Feldsteinen, die unbehauen und nicht lagig geschichtet wurden. Die Auszwickungen wurden mit kleineren Feldsteinen und Ziegelbruch verschlossen. Bei Ausbesserungsarbeiten kam gelblicher Mauerstein zum Einsatz, der in der Region hergestellt wurde. Der Chor ist halbkreisförmig und nicht eingezogen. Am Chorschluss befand sich zu einer früheren Zeit eine rundbogenförmige Öffnung, die mit Mauersteinen zugesetzt ist.
Das Kirchenschiff hat einen rechteckigen Grundriss. An der Nordwand des Langhauses ist im Osten ein gedrückt-segmentbogenförmiges Fenster. Daran schließt sich nach Westen die ehemalige Patronatsloge mit Gruft an. Sie hat einen rechteckigen Grundriss und kann durch eine hochrechteckige Treppe von Westen aus betreten werden. An der Nordwand sind zwei kleine und hochrechteckige Fenster. Westlich des Anbaus ist eine spitzbogenförmige, gotische Pforte mit einer abgetreppten Laibung aus rötlichem Mauerstein, die aus der Bauzeit stammen dürfte. Sie ist zugesetzt und verputzt. Im Westen folgt ein weiteres Fenster. Am südlichen Langhaus sind fünf große Fenster. Zwischen dem zweiten und dritten Joch ist eine Baunaht zu erkennen, die auf die nachträgliche Verlängerung nach Osten hinweist. Das Bauwerk erreicht damit eine Länge von 26,56 m bei einer Breite von 7,75 m.
Der barocke Kirchturm nimmt die volle Breite des Schiffs auf fußt aus einem querrechteckigen Unterbau und kann durch eine gedrückt-rundbogenförmige Pforte von Westen aus betreten werden. Oberhalb ist eine querrechteckige Dedikationsinschrift, die auf den Umbau von 1750 hinweist. An der Nord- und Südseite ist je ein weiteres korbbogenförmiges Fenster mit einem Schlussstein. Die Ecken des Turmunterbaus sind mit einem neobarocken Quaderputz gegliedert. Oberhalb ist ein umlaufendes Gesims. Die Seiten werden durch Pultdächer abgeschlossen. Darüber erhebt sich das Turmoberteil. Es ist mit Lisenen und geschwungenen Gesimsen gegliedert. An den drei zugänglichen Seiten ist je eine gedrückt-segmentbogenförmige Klangarkade. Oberhalb ist eine geschweifte Turmhaube mit einer oktogonalen Laterne und einer Wetterfahne.

## Ausstattung

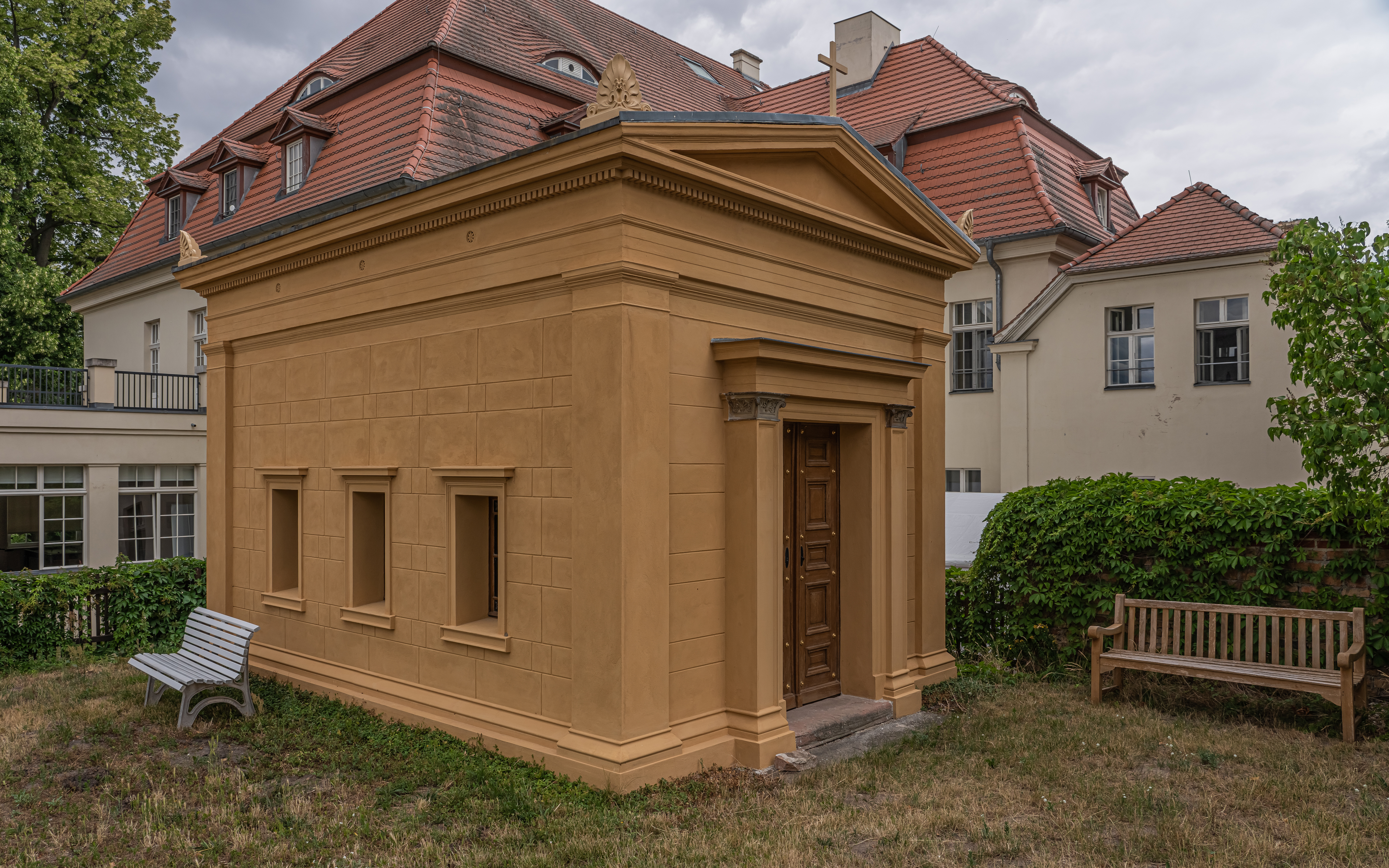
Mausoleum

Der Altarunterbau besteht aus einer Deckplatte aus Elbsandstein, die in den Jahren 1967/1968 aufgestellt wurde. Darauf befindet sich ein Altarretabel der deutschen Malerin und Restauratorin Luise Horwath aus dem Jahr 1985. Es zeigt im Altarblatt die Kreuzigung Christi, seitlich Christus am Ölberg bzw. den Auferstandenen mit Maria Magdalena. Werden die beiden Seitenflügel geschlossen, so ist Weihnachten zu sehen. Der östliche Teil des Kircheninnenraums ist durch die hölzerne Trennwand von 1823 vom übrigen Innern abgetrennt. Dort befand sich mittig eine klassizistische Kanzel, die im Jahr 2020 ausgelagert ist und nach historischem Vorbild wieder neu aufgebaut werden soll. Seitlich sind rahmende Pilaster vorhanden, ebenso neugotische Türen mit rundbogenförmigen Oberlichtern. Hier der Trennwand befindet sich der rundbogenförmige Chor, in dessen Nordwand zwei Sakramentsnischen eingelassen wurden. Im Südosten ist eine flache Wandnische erkennbar, dessen Funktion bislang unbekannt ist; östlich eine barock vermauerte Nische.
Zur weiteren Kirchenausstattung gehört eine Glasmalerei mit der Kreuzigungsgruppe vor einem Landschaftshintergrund in Jerusalem. Das Gemälde gelangte vermutlich in der ersten Hälfte des 20. Jahrhunderts als Stiftung in die Kirche und wurde nach 1945 in das nördliche Fenster der Turmhalle eingebaut. Die hölzerne, achteckige Fünte aus dem Jahr 1874 kam ebenfalls als Stiftung in die Kirche. Sie ist mit neugotischem Maßwerk verziert; dazu gehört eine Taufschale aus Messing aus der ersten Hälfte des 16. Jahrhunderts.
Der Innenraum des Schiffs wird von einer flach geputzten Tonne überspannt. Der Fußboden besteht aus Ziegeln und quadratischen Tonplatten. Im barocken Nordanbau befand sich zu einem früheren Zeitpunkt eine Patronatsloge, die sich durch zwei breite, verglaste Korbbögen zum Schiff hin öffnete. Er wird von der Kirchengemeinde als Gemeinderaum genutzt. Unterhalb befand sich die tonnengewölbte Gruft derer von Görne. Sie wurde im Jahr 1945 von sowjetischen Truppen beschädigt.
Eine hölzerne Gedenktafel erinnert an die Gefallenen der Befreiungskriege. Eine weitere Gedenktafel erinnert an den 1918 verstorbenen Gutsherren Oskar von dem Hagen sowie seine Ehefrau Hedwig von dem Hagen, die 1926 verstarb.
Auf der Empore steht eine Orgel, die August Ferdinand Wäldner im Jahr 1869 schuf. Das Instrument besitzt acht Register und ein Manual und wurde nach langjähriger Stilllegung und Lagerung in Einzelteilen 2022 durch die Firma Alexander Schuke Potsdam Orgelbau rekonstruiert und restauriert. Eine Herausforderung war dabei die Empore, die um einige Zentimeter abgesenkt werden musste, damit das rekonstruierte Instrument dort wieder aufgestellt werden konnte. Im Turm hängt eine Bronzeglocke, die 1691 von Johan Heintze aus Berlin gegossen wurde. Das übrige Geläut, eine weitere Glocke von 1691, musste 1917 im Zuge einer Metallspende des deutschen Volkes abgegeben werden und ging verloren. Vom Turmuhrwerk sind Reste erhalten.
An der Nordwand des Kirchturms befindet sich ein Epitaph mit einer unleserlichen Inschrift. Nordwestlich des Bauwerks ist das Erbbegräbnis derer von Rochow sowie der Familien vom Hagen und von dem Hagen, u. a. mit einem Gedenkkreuz für Marlies Gräfin vom Hagen, geborene von Rochow. Nördlich steht ein kleines Mausoleum, das im Stil des Klassizismus errichtet wurde. Es kann durch eine Pforte, die mit einem Akroterion und Kreuz verziert ist, von Osten her betreten werden. Im Herbst 2020 lagert die Kirchengemeinde dort Teile der Innenausstattung. Anschließend soll dort eine Ausstellung eingerichtet werden.
Das BLDAM würdigt die Gollwitzer Kirche als „einzige in der Region den spätgotischen Bautypus mit halbrundem Ostschluss“. Es verweist darauf, dass dieser Bautypus in der Region nicht häufig vorkomme. Eine Besonderheit stelle der „direkte Zusammenhang zur anschließenden Gutsanlage“ dar, „was einen direkten Einfluss der Gutsherrschaft auf den spätmittelalterlichen Neubau vermuten lässt“. Die Änderungen, die durch die Familie von Görne vorgenommen wurden, sieht das BLDAM als „Aufwertung“ an. Hierbei stelle insbesondere das Mausoleum ein „qualitätsvolles Zeugnis klassizistischer Baukunst“ dar. In Summe wirke die Kirche mit ihrem markanten Standort auf einer Anhöhe als „Wahrzeichen in der flachen Havelniederung.“